# Ruixiang Hoen O2
Ruixiang Hoen O2 — городской электромобиль, выпускаемый китайским автопроизводителем BAIC Ruixiang.

## Описание
Hoen O2 изначально должен был выпускаться компанией Qingcheng Shidai (Shenzhen) Technology Co., Ltd. под названием Qingcheng Shidai VC. Впервые автомобиль был представлен в 2021 году в Гуанчжоу под брендом Qingcheng Shidai (轻橙时代). Платформа EEZI STEP 1.0, разработанная компанией Qingcheng Shidai, планировалась для аутсорсинга производства оборудования у BAIC Ruixiang.
Патентные изображения, опубликованные подразделением BAIC Ruixiang в декабре 2022 года, показывают, что в процессе массового производства находится городской автомобиль под названием Hoen O2. Он является серийной версией Qingcheng Shidai VC.
По словам Цинчэн Шидай, Qingcheng Shidai VC мог проехать 200 км за 8 минут.

## Jiangnan U2
В феврале 2023 года появились новости о предстоящем электромобиле производства компании Jiangnan Automobile под названием Jiangnan U2. Кузов в значительной степени основан на Ruixiang Hoen O2, в то время как дизайн передней и задней частей был переработан для производства по более низкой цене.

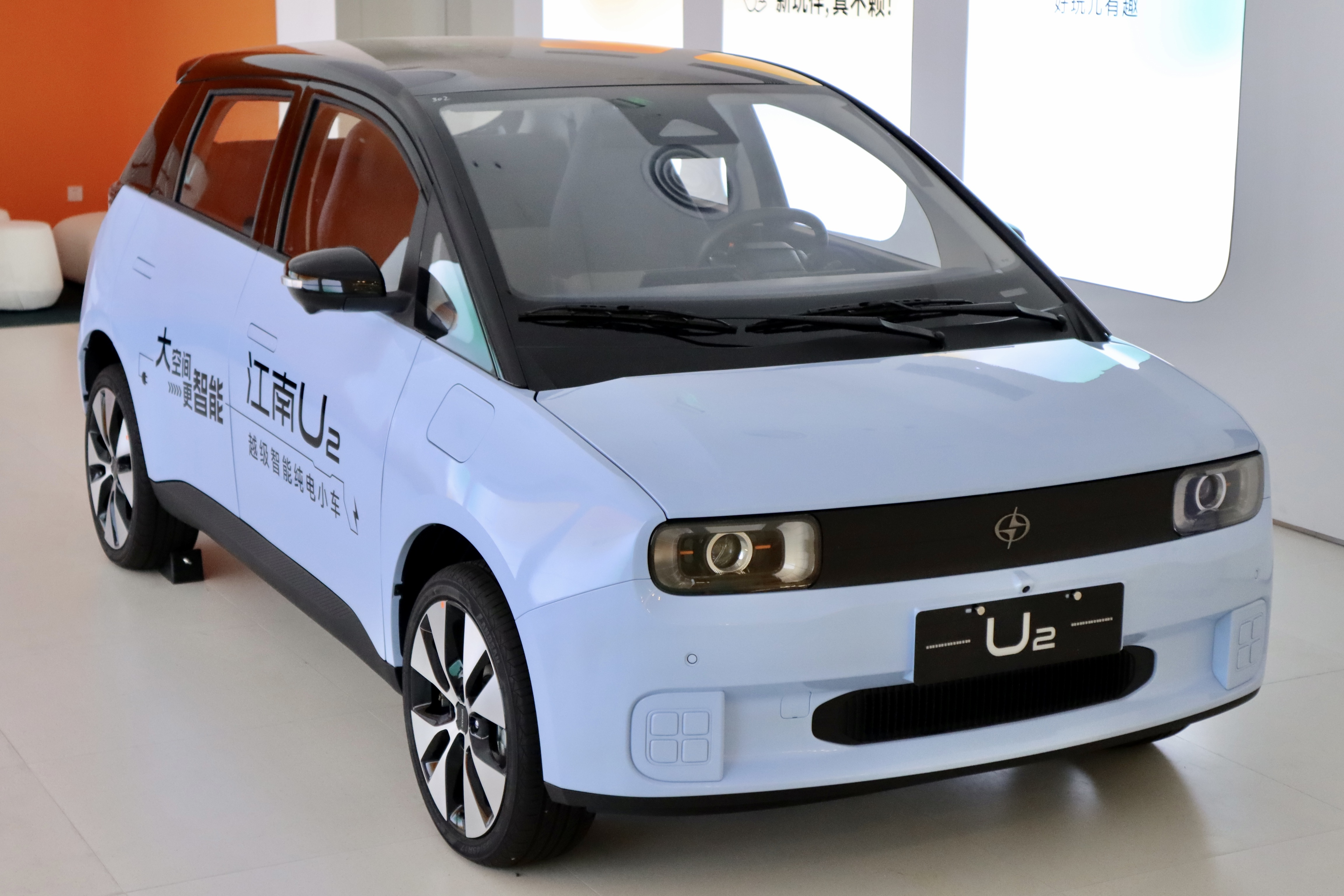
Вид спереди
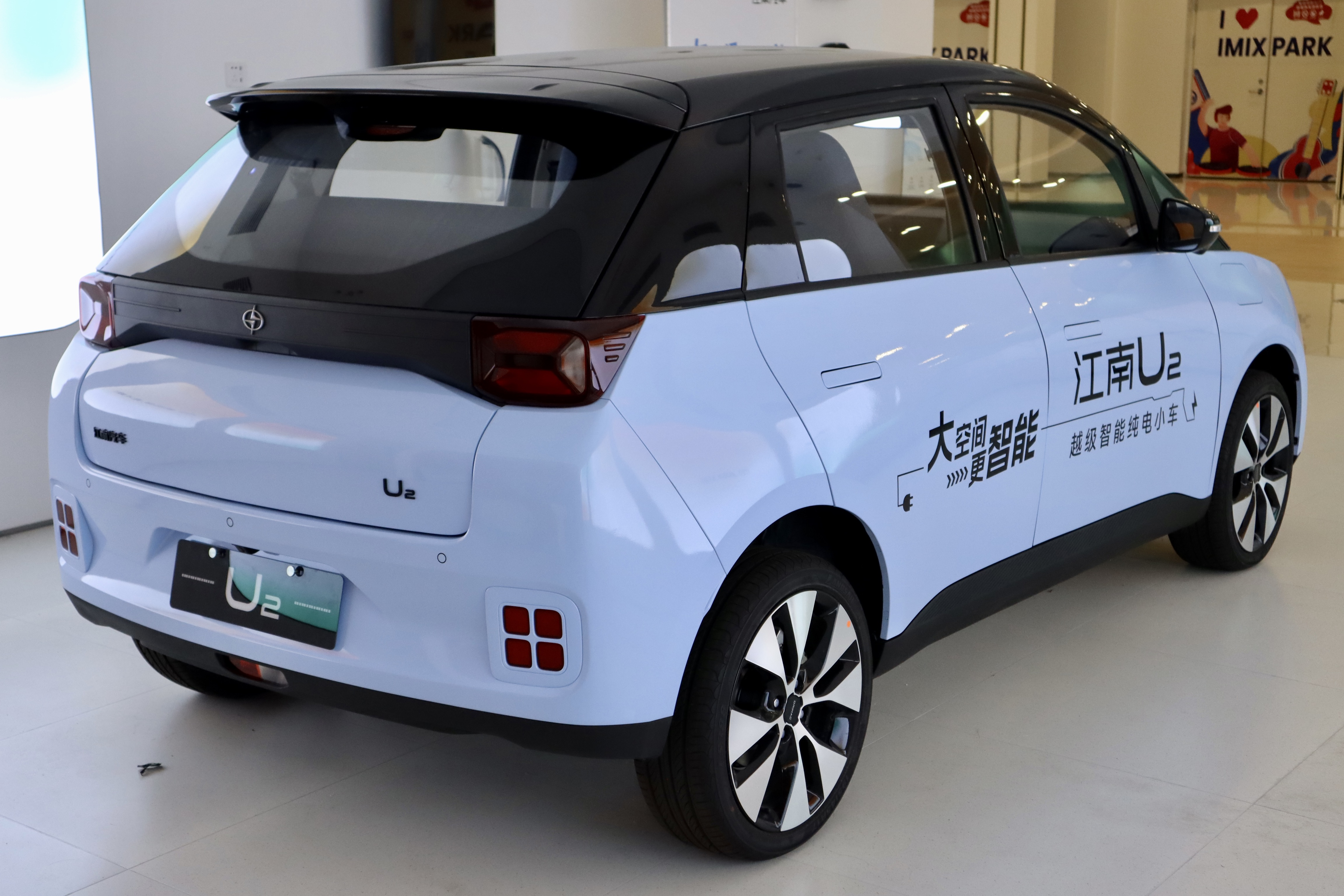
Вид сзади